# 別列贊 (別利亞耶夫卡區)
46°34′5″N 30°25′43″E / 46.56806°N 30.42861°E
貝雷贊（烏克蘭語：Березань）是位於烏克蘭西南部的村莊，由敖德萨州敖德萨区的維霍達市鎮負責管轄。該村始建於1924年，面積2.23平方公里，海拔高度83米，2001年人口1,186，人口密度每平方公里531.84人。